# Vincelles (Yonne)
Vincelles is een gemeente in het Franse departement Yonne (regio Bourgogne-Franche-Comté) en telt 841 inwoners (1999). De plaats maakt deel uit van het arrondissement Auxerre.

## Geografie
De oppervlakte van Vincelles bedraagt 12,5 km², de bevolkingsdichtheid is 67,3 inwoners per km².
De onderstaande kaart toont de ligging van Vincelles (Yonne) met de belangrijkste infrastructuur en aangrenzende gemeenten.

## Demografie
Onderstaande figuur toont het verloop van het inwonertal (bron: INSEE-tellingen).